# Ashton-in-Makerfield
Ashton-in-Makerfield es una localidad situada en el condado de Gran Mánchester, en Inglaterra (Reino Unido), con una población estimada a mediados de 2016 de 28 210 habitantes.
Se encuentra ubicada al sur de la región Noroeste de Inglaterra, cerca de la frontera con las regiones de Yorkshire y Humber y Midlands del Este, y de la ciudad de Mánchester —la capital del condado—.